# Conflito no sul da Tailândia
O conflito no sul da Tailândia (em tailandês: ความไม่สงบในชายแดนภาคใต้ของประเทศไทย) é um conflito separatista na região de maioria malaia, a região de Pattani no sul da Tailândia, composta de três províncias do sul da Tailândia. A violência tem transbordando para outras províncias. Embora a violência separatista na região ocorra desde 1948, a violência escalou em 2004.

## História
O Sul da Tailândia é agitado por rebeldes separatistas desde que a região ficou sob a autoridade de Banguecoque no início do século XX.
Desde 2004, as quatro províncias do sul da Tailândia, perto da Malásia, são vítimas da violência da guerrilha. Esta parte do país é habitada por cerca de 2,3 milhões de muçulmanos malaios. O movimento rebelde procurou, além da separação, perseguir budistas tailandeses que ainda vivem na área. Em julho de 2010, o número de mortos é estimado em 4100.
Em julho de 2005 o ex-primeiro ministro da Tailândia, Thaksin Shinawatra, assumiu poderes de emergência abrangentes para lidar com a insurgência. Em setembro de 2006, o Comandante do Exército Sonthi Boonyaratkalin, um muçulmano, obteve um aumento extraordinário nos poderes executivos para combater a agitação.
Pouco depois, em 19 de setembro de 2006, Sonthi e uma junta militar derrubaram Thaksin em um golpe. Apesar de gestos de reconciliação a partir da junta, a revolta continuou e se intensificou. O número de mortes, 1400, no momento do golpe, aumentou para 2579 em meados de setembro de 2007 .
Apesar do pouco progresso na redução da violência, a junta militar declarou que a segurança estava a melhorar e que a paz viria para a região em 2008.  O número de mortos ultrapassou 3000 em março de 2008. Durante o governo democrata liderado por Abhisit Vejjajiva, o Ministro dos Negócios Estrangeiros Kasit Piromya notou um "senso de otimismo" e disse que estava confiante de trazer a paz para a região até 2010 .
De acordo com a Comando de Operações Militar da região, houve 320 atentados em quatro províncias fronteiriças entre janeiro e dezembro de 2013, em comparação com 276 ataques reportados em 2012.